# Gbegiri
El gbegiri es una sopa de alubias (también llamadas frijoles o fabas). Es típico de los yorubas del suroeste de Nigeria. Se suele acompañar con tuo shinkafa, una bola espesa de puré de harina de arroz, o àmàlà, una bola de harina de yuca. También es común combinarla con otras sopas en el mismo plato, como la sopa ewedu.

## Receta
Se deben dejar en remojo los frijoles antes de pelarlos (a mano o licuarlos). Se cocinan a fuego alto para que se suavicen y acabar de hacerlos puré con un ijabe. Debe quedar una consistencia espesa pero no pastosa (cremoso). En ese momento agregar el aceite de palma y las especias. 
Se suele aderezar con caldo de pescado (fumé) o molido de cangrejo de río, que también se vende en cubos de caldo. En ocasiones también se le añaden verduras, como cebolla, pimiento rojo (tatashe) o incluso chiles (ata rodo) tipo habanero o scotch bonnet, si se desea picante.